# Vachères-en-Quint
Vachères-en-Quint – miejscowość i gmina we Francji, w regionie Owernia-Rodan-Alpy, w departamencie Drôme.
Według danych na rok 1990 gminę zamieszkiwało 26 osób, a gęstość zaludnienia wynosiła 5 osób/km² (wśród 2880 gmin regionu Rodan-Alpy Vachères-en-Quint plasuje się na 1590. miejscu pod względem liczby ludności, natomiast pod względem powierzchni na miejscu 1501.).